# Districte de Rusizi
El districte de Rusizi és un akarere (districte) de la província de l'Oest, a Ruanda. La seva capital és Cyangugu.

## Geografia i turisme
El districte es troba a l'extrem meridional del llac Kivu, on hi desemboca el riu Ruzizi, pel qual es nomena el districte. La capital, Cyangugu, és un dels tres principals ports lacustres de Ruanda en el llac de Kivu (juntament amb Kibuye i Gisenyi) i limita amb la ciutat de Bukavu, més gran de la República Democràtica del Congo. El districte també conté la meitat occidental del bosc de Nyungwe, una destinació turística popular, una de les últimes zones forestals restants de Ruanda que alberga ximpanzés i moltes altres espècies de primats.

## Sectors
El districte de Rusizi està dividit en 18 sectors (imirenge): Bugarama, Butare, Bweyeye, Gikundamvura, Gashonga, Giheke, Gihundwe, Gitambi, Kamembe, Muganza, Mururu, Nkanka, Nkombo, Nkungu, Nyakabuye, Nyakarenzo, Nzahaha, Rwimbogo.